# Puig de la Bastida
Puig de la Bastida är en bergstopp i Spanien.   Den ligger i provinsen Província de Girona och regionen Katalonien, i den östra delen av landet, 500 km öster om huvudstaden Madrid. Toppen på Puig de la Bastida är 1 241 meter över havet, eller 55 meter över den omgivande terrängen. Bredden vid basen är 0,19 km.
Terrängen runt Puig de la Bastida är huvudsakligen kuperad.Runt Puig de la Bastida är det glesbefolkat, med 15 invånare per kvadratkilometer. Närmaste större samhälle är Olot, 13,4 km norr om Puig de la Bastida. I omgivningarna runt Puig de la Bastida växer i huvudsak blandskog.